# 藍川りの
藍川りの（あいかわ りの、1985年10月27日 - ）は、日本のタレント、女優、イラストレーター、ハイパーフェルトアーティスト、かわら版作家。埼玉県熊谷市出身。
星美学園短期大学幼児教育学科卒業後、文化女子大学短期大学部生活造形学科卒業後、セツ・モードセミナー卒業。

## 略歴
1985年10月27日12時30分 - 出生。
2002年 - 本名で芸能活動を開始。
2003年 3月-「りえくらぶTV」レギュラーアイドルとしてデビュー。
2003年11月28日 - DVD「お薬だしちゃうZO!」発売。
2004年 - 芸名を藍川りのに変更、10月27日 - 19歳の誕生日にオフィシャルHP「りのんタウン」開設。
2005年7月3日 - 前日公開の「お江戸戦士!カブキング!!」の舞台挨拶に出演（下北沢トリウッド）。7月23、24日 - 東京キャラクターショー（幕張メッセ）で、ドットシティのブースに登場。
同年9月21日 - 「秋の交通安全運動-パーフェクトドライブin東北道」で、東北自動車道 下り羽生パーキングエリアにて、埼玉県警察高速道路交通警察隊一日隊長を務めた。その記事が2005年9月25日付の埼玉新聞に掲載された。
2005年10月27日 - 20歳の誕生日にHPをブログ「藍川りの♪っぷり、あいかわらず日和」に移転。
2006年3月 - 星美学園短期大学幼児教育学科を卒業。星美学園短大時代は聖歌隊の部長を務めていた。
2006年6月 - サッカーW杯を記念して発売されたCD「シング・アロング・ウィズ・ミー！ 32ナショナル・アンセムズ」のキャンペーンガールとして、高松えりなとともに活動。その記事が翌日のスポーツ紙全紙に掲載された。
2007年2月 - 映画「カタナーマン」に宮里舞役で出演（撮影は2005年）。
アクションシーン撮影中、切られて倒れた後、他の俳優が地面に刺すはずの竹製の日本刀が太腿に刺さり、かなりの出血を伴う負傷をした。
2008年3月 - 文化女子短大生活造形学科を卒業。2008年3月 - 定期購読申込者に郵送で届く「あいかわら版」を発刊。
2008年7月 - 銀座バートックギャラリーにてグループ展『GAME展』に参加。以降、イラストレーターとして活動を始める。
2014年12月 - カワイイ☆STARS☆ とのコラボ企画で、SHOWROOMでの配信を開始。

【DeNA Showroom ×丸井（OIOI）】

新宿丸井ANNEX 「カワイイSTARS展示会」

2015年2月14日～2月23日 丸井新宿アネックス6階にて開催
2020年5月 ライブ配信アプリ Pococha（ポコチャ）配信行う

## 人物
ドラえもんをはじめアニメやゲームは全般的に好き。特技としてドレインを挙げていることからもそれはうかがえる。好きな食べ物はケチャップ、カルピス牛乳、唐揚げ、ホットケーキ。その他、趣味、特技、好きなものとして挙げているのは、毛玉とり、黄色、電車、ピンクレディーのフリ真似など。マイブームは「ひとりカラオケ」と、デッサンのモデルをしているときの「ひとりしりとり」。コレクションしているものは、ドラえもんグッズ、ゆるみやげ、ご当地レンジャー、耳カチューシャ。

## 個展
- 2010年8月  『藍川りの初個展～りのんタウン♪第24回りのんキャラクター総選挙～』（GALLERY AB-OVO）
- 2011年5月  『藍川りの個展～レシート一家の大型連休☆～』（デザインフェスタギャラリー）
- 2012年5月  『藍川りの個展～ハイパーゴールデンフェルトウィーク～』（デザインフェスタギャラリー）
- 2013年5月  『藍川りの個展2013　デビュー10周年☆ハイパー個展！！』（デザインフェスタギャラリー）
- 2013年12月 『りのんタウンのリボンタウン』（株式会社SHINDO S.I.C.ショールーム）
- 2015年5月  『藍川りの個展2015～カブ式会社りのんタウン～』（デザインフェスタギャラリー）
- 2016年6月  『藍川りの個展2016～ハイパーフェルトティータイム～』（フロマエカフェ）

## 出演

### 映画
- 「お江戸戦士！カブキング！！」-ゲスト主演（2005年7月2日公開）
- 「カタナーマン」- 宮里舞 役（2007年2月アメリカ・ブラジル公開）DVD発売中
- 「cool blue」-石川ミカ役（2011年11月）

### テレビ
- テレビ東京「TVチャンピオン 小学生料理名人選手権」決勝進出
- TBS「グラビアグランプリ2002」
- スカパー371ch「りえくらぶTV」レギュラー
- MONDO21「グラビアの美少女」
- CS日本「パジャマレンジャー」レギュラー
- CS日本「アイドル王国」レギュラー
- サイエンスチャンネル「Moe in the Black Box 情報の世界」モエ役（2008年）
- 日本テレビ「シアワセ結婚相談所」
- J:COM熊谷「まちかどワイド」レポーター（2015年〜）

### Vシネマ
- 「仁義44」みか役（2005年12月）

### ラジオ
- USEN「ASIAN美少女ファイル〜アイドルパーティ〜」準レギュラー
- 熊谷ミニFM「藍川りのの りのんタウン☆ハイパー」（2012年〜2016年）
- FM浦安「りのんタウンハイパー☆浦安製作所」（2013年〜2016年）

### 雑誌
- 「月刊デビュー」
- 「ヤングマガジン」
- 「月刊カメラマン」
- 「アサヒ芸能エンタメ」
- 「月刊TVガイド」（東京ニュース通信社）
- 「冬ぴあファミリー こどもと遊ぼう」（ぴあ）

### CM
- WebCM  NTT東日本「家族利用篇」-妹役（2004年）
- WebCM  パナソニック「VIERA」-お姉ちゃん役（2007年）
- 東京芸能学園高等部　パンフレット、WEB
- アスカ化粧品「アスカ天然水」TV-CM

### Web
- Webドラマ「みらい少女シェリーココ」（2003年、2004年）- シェリーココ 役
- GyaO「はなわ戦隊萌えレンジャー」（2005年）- 萌えイエロー 役
- Webアニメ『グダグダ団』フェルトアイドルりのちゃん（本人役実写出演）
- サンスポ.com「恋スポ.com 恋のコンシェルジュ」連載
- Yahoo!BBメルマガ編集長「藍川りの独断オススメチャンネル」連載

### イベント
- フジテレビ「KISS ME ODAIBA」ゲスト
- 埼玉県警察「秋の交通安全運動」埼玉県警察一日高速隊長
- 第7回全国ご当地うどんサミットin熊谷2017（MC）
- 第8回全国ご当地うどんサミットin熊谷2018（MC）

## リリース作品

### DVD
- 「お薬だしちゃうZO!」（2003年11月28日発売）
- 「みらい少女シェリーココ」全4巻（2006年発売）